# Lecanochiton minor
Lecanochiton minor är en insektsart som beskrevs av William Miles Maskell 1891. Lecanochiton minor ingår i släktet Lecanochiton och familjen skålsköldlöss. Inga underarter finns listade i Catalogue of Life.